# Чайлдфри
Чайлдфри́ (англ. childfree — свободный от детей), или добровольная бездетность (англ. childless by choice, voluntary childless) — система взглядов, центральным аспектом которой является добровольный и осознанный выбор в пользу отказа от рождения детей и которая подразумевает наличие идентичности, связывающей и ограничивающей круг единомышленников по вопросу о репродуктивном выборе.

## Этимология и применение
Термин «childfree» возник в США в противовес слову «childless» («бездетный»). На волне эмансипации защитники прав человека придумали термин childfree (буквально «свободный от детей»), утверждая, таким образом, что отсутствие детей — это привилегия развитого социума.
История слова несколько неясна; по мнению журналиста «Русского Newsweek» Елены Черненко, слово было введено в 1970-х Национальной организацией для не-родителей США (ныне не существующей). Популярность приобрело в 1990-е, когда Лесли Лафайетт сформировала одну из первых современных групп чайлдфри, the Childfree Network.
В русском языке термин «чайлдфри» прижился из-за появления сообществ в социальных сетях с таким названием и упоминаний в музыкальном искусстве, но также некоторые представители чайлдфри называют себя «свободными от детей» или используют термин «сознательная бездетность».
Термин «чайлдфри» может употребляться в контексте мест или мероприятий, на которые не допускаются (маленькие) дети, даже если вовлеченные лица являются родителями, например, авиарейс «чайлдфри» или ресторан «чайлдфри».

## Типы
- Реджекторы («чайлдхейтеры») — люди, которые в принципе не любят детей и деторождение и испытывают неприязнь к детям как таковым и всему, что связано с процессом деторождения и грудного вскармливания. Процент таких людей в человеческой популяции всегда оставался стабильно низким. Для таких людей до появления надёжных контрацептивов и начала эпохи сексуальной революции 1960-х годов способами избежать деторождение были: избегание секса, детоубийство, отшельничество, монашеская жизнь или любые другие способы оставаться вне брака[4].
- Отказники — это те люди, которые не могут принять однозначного решения, заводить детей или нет, а в условиях современной широкой доступности надёжных контрацептивов детей они так и не заводят[4].
- Откладыватели — это те люди, которые всё время откладывают рождение детей на более поздний срок и с возрастом очень часто принимают решение не заводить детей вовсе. Это может возникать по целому ряду причин: стремление в первую очередь получить хорошее образование, сделать карьеру, заработать хорошие деньги и устроить свою жизнь, нежелание менять тот привычный и в принципе комфортный образ жизни, который люди ведут, возраст, болезни, экономика, социум, технологический прогресс, нормы в обществе, социокультурные ценности и так далее. Большинство представителей откладывателей не идентифицируют себя как чайлдфри[4].
- Аффексьонадо — это люди, которые не испытывают неприязни к детям, но им нравится бездетный образ жизни. Дети представляются им лишней обузой, помехой для устраивающего их бездетного образа жизни. Для аффексьонадо важно не то, что дети им нравятся или не нравятся, а то, что им очень хорошо жить без них[4].

## Причины
Снижение рождаемости и отказ части населения от рождения детей является общемировой тенденцией вследствие глобального демографического перехода населения Земли, изменения социальных правил, норм, образа жизни людей и изменения устройства самой семьи. Этот процесс является частью глобального перехода населения Земли от традиционного общества к индустриальному, а затем и к постиндустриальному. Так что большинство людей, не заводящих в современном обществе детей по вышеперечисленным причинам, могут даже не задумываться или не знать, что они чайлдфри. В современном обществе среди мужчин большинство чайлдфри — это малообразованные мужчины с небольшими доходами, а среди женщин, наоборот, — это более образованные и с большими доходами. Это связано с тем, что в современном обществе женщины, выбирающие образование и карьеру, дающую больший доход, имеют меньше времени рожать и воспитывать детей, чем женщины, приоритетом которых является создание и сохранение семьи. В свою очередь, мужчины, имеющие небольшие или нестабильные доходы, не пользуются популярностью у женщин, так как у современных женщин, зачастую, завышенные ожидания от партнера, которые неизбежно приводят её к фрустрации и толкают на поиск более успешных кандидатов. Для многих мужчин осознание этого факта становится разрушительным, и провоцирует возникновение девиантного поведения.
Примерами могут послужить целые новые поколения молодёжи, такие как южнокорейские поколения Сампо и N-по, отказывающиеся от свиданий, брака и рождения детей из-за социально-экономических проблем, сопровождающих современную жизнь. Также появились целые новые поколения, которые из-за своего образа жизни имеют крайне низкие шансы завести детей: хикикомори, поколение NEET, поколение Сатори, клубничное поколение, поколение Y, паразит-одиночка, травоядные мужчины, кидалт, синглтоны, твикстер, фурита, макджоб и так далее.
С экономической точки зрения, чайлдфри как массовое явление может возникнуть только в странах, где введено пенсионное обеспечение по старости (большинство стран мира кроме наименее развитых стран), причём качество или эффективность государственной пенсионной системы не важна (примеры: Южная Корея, Китай, Япония, США, Россия, Европа), которое позволяет старикам не зависеть финансово от своих детей и внуков, живя на пенсию (так, Аллан Карлсон указывал, ссылаясь при этом также и на Гуннара Мюрдаля, что с принятием пенсий потеряна ценность детей как инвестиций на старость, и человеку выгодно иметь одного (а лучше — ещё меньше) ребёнка; согласно исследованиям Алессандро Чиньо, обеспечение старости является побудительным мотивом для заведения детей и доминирующим фактором увеличения рождаемости, охват же населения пенсионной системой уменьшает рождаемость; по мнению Роберта Фенге и Беатрис Шойбель, введение пенсий в Германии на рубеже 19 и 20 веков объясняет до 15 % снижения рождаемости в 1895—1907 годах). В странах, где пенсионное обеспечение по старости распространяется только на отдельные категории граждан, или же ещё не пройден демографический переход (в настоящее время — в основном страны Африки южнее Сахары), старики в случае утраты трудоспособности могут рассчитывать только на своих детей и внуков. Этим объясняется и разное понимание целей человека в жизни в рамках обеспечения своей старости: для населения большинства стран мира главное — заработать максимально большую пенсию (дети при этом могут восприниматься как помеха в достижении данной цели); для населения наименее развитых стран мира, в основном стран Африки южнее Сахары, где крайне слабо развита экономика, низка урбанизация и не введено пенсионное обеспечение по старости, главная задача человека — родить как можно больше детей, чтобы те обеспечили его старость (отсутствие детей равносильно обречению себя на голодную смерть, малое количество детей — обречению на полуголодную старость).

## Чайлдфри в США
В Америке чайлдфри являются устоявшимся феноменом. Сознательно бездетные как социально-демографическая категория имели место задолго до распространения чайлдфри. Лишь с недавнего времени они начали развивать социальные сети, чтобы противостоять давлению общества, которое не готово понять и принять их образ жизни. В США в целом уже более 40 организаций, объединяющих чайлдфри, каждая из них насчитывает несколько тысяч участников. Согласно исследованиям американского Национального центра статистики здравоохранения, ежегодно увеличивается процент женщин, сознательно не желающих иметь детей: на сегодняшний день до 25 %. Среди белых женщин с высшим образованием процент чайлдфри гораздо выше, чем среди прочих.

## Чайлдфри в России
В 2013 году прокуратура Санкт-Петербурга сообщила, что руководство «ВКонтакте» заблокировало по её требованию несколько групп, в которых общались сторонники идеологии чайлдфри, сознательно отказывающиеся от деторождения, и аккаунт с миллионом подписчиков владельца сообществ и основателя движения чайлдфри в России. Прокуратура сочла, что Эдвард Лисовский и его сообщества пропагандировали «отрицание семейных ценностей». В 2015 году было заблокировано новое сообщество Эдварда без объяснений причин, основатель движения в срочном порядке покинул Санкт-Петербург.
Осенью 2022 года в Государственную думу был внесён законопроект о запрете пропаганды чайлдфри среди детей, поскольку, по мнению авторов, эта иностранная идеология формирует базу деструктивного социального поведения и противоречит традиционным семейным ценностям, а также госполитике России. В марте 2023 года законопроект был снят с рассмотрения. Глава СПЧ Валерий Фадеев осенью того же года заявил, что идеи чайлдфри содержатся в идеологии смерти, преобладающей в западных странах. В июне 2024 года зампредседателя Госдумы Ирина Яровая заявила о необходимости пресекать пропаганду чайлдфри, потому что она является оружием против молодого поколения. Позже замминистра юстиции Всеволод Вуколов причислил чайлдфри к идеологиям экстремистской направленности и сообщил, что в России для защиты ценностей россиян ведётся разработка законопроекта о запрете чайлдфри.
В сентябре 2024 года спикер Совета Федерации Валентина Матвиенко, отвечая на вопрос о феминизме, который, по её словам, на Западе «выродился» и «радикализировался», заявила, что движение «чайлдфри» в России нужно запретить на законодательном уровне. 12 ноября 2024 года Государственная дума РФ приняла во втором и в окончательном третьем чтениях законопроект, запрещающий пропаганду «чайлдфри». Наказание составит до 400 000 рублей для физлиц, 800 тысяч для должностных лиц, и до пяти миллионов для юрлиц. В ноябре 2024 года Владимир Путин подписал законы о запрете «пропаганды „чайлдфри“».

## Статистика и исследования
- Национальный центр статистики здравоохранения утверждает, что доля американских женщин детородного возраста, которые определяют себя как «добровольно бездетных», быстро растёт: 2,4 % в 1982 году, 4,3 % в 1990 году, 6,6 % в 1995 году.
- В целом наблюдения показали, что чайлдфри-пары более образованны, более востребованы как профессионалы и руководители, имеют больший доход (оба супруга), склонны жить в городах, менее религиозны, менее склонны к соблюдению традиционных гендерных ролей и обычаев[31].
- Многие исследователи отмечали, что чайлдфри являются менее «социально удобными», им в большей степени свойственен эгоизм и индивидуализм[31].
- В ходе статистического исследования были выяснены наиболее распространённые причины быть чайлдфри: нежелание жертвовать личным пространством ради ребёнка, отсутствие убедительной причины заводить детей, нежелание терять время, активное отвращение к детям, удовлетворённость домашними животными и наблюдением за детьми родственников или друзей[32].
- В обсуждениях чайлдфри иногда упоминаются проведённые в 1960—70 гг. этологом Дж. Кэлхуном эксперименты над грызунами, в которых стабильно прекращалось деторождение и колония полностью вымирала (наиболее популярен эксперимент «Вселенная 25»). Поскольку Кэлхун широко использовал антропоморфную терминологию, его идеи быстро приобрели общественный интерес и культурное влияние, однако эксперименты были подвергнуты значительной научной критике (см. статью по приведённым выше ссылкам)[33].

## Полемика
Российские исследователи часто рассматривают явление чайлдфри через призму «феномена», «субкультуры» или «идеологии», лишь изредка выходя на эмпирически подтвержденные объяснения выбора такого образа жизни или последствия его опубличивания.
По некоторым оценкам, представители чайлдфри являются менее «социально удобными», так как им присущ эгоизм и индивидуализм, а гедонистическая философия не позволяет взять на себя огромную ответственность, связанную с появлением детей.

### Религиозное
Имели место внутрицерковные дебаты о том, подлежит ли образ жизни чайлдфри осуждению. Религиозные консерваторы говорили, что это — восстание против Бога. Папа Иоанн Павел II осудил женатые пары, желающие быть бездетными.

### Контрацепция и стерилизация
Противозачаточные средства значительно усовершенствовались за прошедшие годы, но некоторые чайлдфри предпочитают стерилизацию. Однако бывают трудности с поиском врача, готового её провести, особенно в возрасте 20—30 лет (возможно, из-за боязни судебного процесса с пациентом, который впоследствии изменил убеждения). Эти проблемы побудили многих чайлдфри создавать группы поддержки (где люди общаются между собой и становятся увереннее, зная, что они не одиноки), а также сообщества, подобные No Kidding!, стремящиеся обеспечить социальное взаимодействие, свободное от требования иметь детей.
Женская стерилизация является самым распространенным методом контрацепции в мире. Его использует в среднем каждая пятая женщина репродуктивного возраста, состоящая в партнерстве.

### Политика, господдержка родительства
Концентрация на личном принятии любопытным образом отразилась в литературе, касающейся добровольной бездетности. Ранее множество книг были основаны на феминистской теории и в значительной мере старались развеять идею, что женственность и материнство — одно и то же. Однако в последние годы чайлдфри становятся всё более и более политизированными. Книга «Благо ребёнка» Беркетта утверждает, что чайлдфри оказываются перед лицом не только социальной, но и политической дискриминации. Это растущее недовольство часто сосредоточивается на налоговых льготах для семей с детьми, переходит на трудовое законодательство, облегчающее жизнь родителям, касается попыток введения правой и клерикальной цензуры на основании «семейных ценностей».
С другой стороны, возмущение, широко распространённое среди чайлдфри, не ведёт к общности политических взглядов. Чайлдфри становятся люди всевозможных мировоззрений и вероисповеданий. Например, когда одни думают о государственных детских пособиях как о «субсидировании образа жизни», другие соглашаются с необходимостью помощи родителям, но считают, что их образ жизни также нуждается в поддержке. Многие чайлдфри сожалеют, что вынуждены финансировать общественные школы через единое для всех налогообложение. В Австралии предложено создать политическую партию, поддерживающую образ жизни чайлдфри как противоположность семейному.
Критики идеи о равноправии «чайлдфри» с родителями или о господдержке образа жизни «чайлдфри» возражают, что для общества, для государства рождение детей является необходимым условием существования, что и объясняет помощь родителям, особенно многодетным, и отсутствие помощи «чайлдфри», а также внимание со стороны СМИ:

Реальность такова, что тот, кто сделал для общества нечто важное, всегда имеет приоритет. Тот, кто воевал — перед теми, кто нет. Фронтовик вошёл — все встали. Конструктор, изобретший космическую ракету, будет жить в академгородке и получать «академическую» пенсию, а вы — нет.

### Как движение
Растущая политизация и внимание СМИ привели к появлению второй волны организаций чайлдфри, являющихся политическими во всех отношениях. Хотя множество неудачных попыток создать группу влияния предпринимались в США, первой появилась британская организация, известная как Kidding Aside. Становясь все более «громким» и организованным, движение чайлдфри пока ещё имеет незначительный политический вес и борется за то, чтобы его воспринимали серьёзно.
Однако данное направление встречает также и сторонников, среди которых не редкость и молодые люди.

Эдвард Лисовский: Я свободный человек и делаю, что хочу. При этом я, конечно, не собираюсь нарушать какие-либо законы. Я говорю, что у меня есть девушка. Что не хочу обременять себя ребёнком. Мне это нравится. Но я не утверждаю, что вам это должно нравиться. Я говорю, что мне нравится сыр, но не настаиваю на том, что сыр должен нравиться всем. Люди могут согласиться. Могут не согласиться.